# Автошлях Р 22
Автошля́х Р 22 — автомобільний шлях регіонального значення на території України. Проходить територією Луганської області через Красну Талівку — Станицю Луганську — Луганськ. Загальна довжина — 55,9 км.

## Маршрут
Автошлях проходить через такі населені пункти:
| Автошлях Р 22                   |                       |
| Луганська область               |                       |
| Станично-Луганський район       |                       |
| Красна Талівка (пункт контролю) |                       |
|                                 | Т 1314                |
| Широкий                         | Т 1309                |
| Нижня Вільхова                  |                       |
| Макарове                        |                       |
| Станиця Луганська               |                       |
| Луганськ                        | E40М30Н21Т 1301Т 1303 |